# Conjoined Fetus Lady
Conjoined Fetus Lady is de achttiende aflevering van Comedy Centrals animatieserie South Park. Ze was voor het eerst te zien op 3 juni 1998.

## Verhaal
De jongens spelen voor de zoveelste keer met gym trefbal; ze hebben er een hekel aan maar Chef wil hen klaarstomen voor het kampioenschap. Kyle krijgt een bal in het gezicht en moet zodoende met zijn bloedneus naar Nurse Gollum, de verpleegster van South Park Elementary. Maar ze zijn geschokt wanneer ze erachter komen dat ze een dode foetus aan haar hoofd heeft zitten door de (deels fictionele) aandoening "Conjoined Twin Myslexia". Omdat ze hoort dat de jongens grapjes over Nurse Gollum maken, informeert Kyles moeder Sheila over haar aandoening. Ze zegt dat als er een tweeling ontstaat in de baarmoeder er één kan sterven, de dode foetus komt heel soms dan in de nog levende te zitten zodat deze de dode foetus altijd bij zich draagt zonder dat je het kan weten. Ze zegt dat iedereen dus een dode foetus in zich kan hebben zitten. Dit jaagt de jongens de stuipen op het lijf, ze zijn zo geschrokken dat Stan probeert met een beitel de foetus uit zijn lijf te halen waarbij hij zegt "I have to get it out". Een boze Sharon Marsh belt Sheila op en zegt: "next time you want to scare the hell out of my son, go and sit on the road until a truck runs you over." Sheila besluit dan om Nurse Gollum te gaan helpen zodat ze niet meer uitgelachen wordt met haar aandoening en verklaart deze week "Conjoined Twin Myslexia Week" om het enige slachtoffer van deze aandoening te helpen.
Ondertussen komt het school-trefbalteam, met een fanatieke Chef als coach, steeds verder in de competitie: De regionale in Denver, de nationale in Washington D.C. en ten slotte het wereldkampioenschap in China. In het regionale kampioenschap kunnen ze winnen doordat Pip, de uitwisselingsstudent uit Engeland, heel boos wordt wanneer ze hem Fransoos noemen, hij kookt dan van woede en door die woede kan hij iedereen van het andere team uitgooien. Dit wordt steeds gebruikt in het voordeel van het team. Wanneer ze in Washington aankomen hebben ze meteen gewonnen omdat het andere team niet op komt dagen. Dit is omdat ze niet naar de finale willen omdat de Chinezen erg goed zijn in trefbal en vaak zo hard gooien dat er botten breken of mensen doodgaan. In China komt South Park er inderdaad achter dat de Chinezen niet te stoppen zijn, al snel is iedereen af behalve Pip. Chef komt tot inkeer als hij alle spelers in het verband ziet en realiseert zich hoe hij de kinderen heeft meegesleept in zijn obsessie om te winnen.
Maar ze winnen toch wanneer iemand van South Park een briefje geeft aan een Chinees waarop allemaal scheldwoorden tegen Pip staan. De Chinezen weten van niks, maar wanneer ze het hebben gezegd wordt Pip weer woedend. Met één worp gooit hij het hele team uit, maar omdat iedereen het al beu is loopt iedereen weg en krijgt Pip geen eer.
Terug in South Park loopt iedereen met een 'solidariteits'hoed op met nepfoetus en aanmoedigende teksten voor het trefbalteam. Ook wordt er een parade georganiseerd waar alleen Nurse Gollum in loopt. Ook wordt ze constant gefilmd. Dan zegt ze woedend dat ze het allemaal verschrikkelijk vindt wat iedereen doet. Ze wil niet zoveel aandacht en ze vindt het fijner om uitgelachen te worden door andere mensen. De ouders vinden haar ondankbaar maar de kinderen vragen of de foetus haar ook slimmer maakt.

## Kenny's dood
- Hij wordt verpletterd tegen een muur wanneer hij geraakt wordt door een Chinees bij het trefballen.

## Trivia
- In het begin wanneer Clyde uitgegooid wordt, zegt Stan "Jordan, Swanson, pull forward! We need backup!" Twee jongens lopen naar voren, een daarvan zullen we later kennen als Butters Stotch.
- Cartman heeft als rugnummer 325, dit is het hoogste nummer in het team, wat refereert aan zijn gewicht.
- De aandoening van de zuster bestaat echt (hoewel niet in de extreme vorm zoals in de aflevering is te zien), en staat bekend onder de naam Fetus in fetu. Veel mensen denken dat de aandoening fictief is. Dit was ook het geval met de South Park-aflevering over Nambla.
- Kenny heeft als rugnummer 69 wat refereert aan een seksuele positie.
- Het team neemt een bus naar China.
- Wanneer Sheila de jongens uitlegt over Conjoined Twin Myslexia leest ze uit een boek met de titel: "Freaks! A-Z".
- Er is een foto van een Siamese kat in Nurse Gollums badkamer.
- Wanneer Pip de bal wil gooien die het hele Chinese team uit zal gooien, lijkt hij de bal met zijn buik vast te houden.

## Chinese grappen
- De drie rollen papier die aan de muur hangen in de Chinese gymzaal bevatten Chinese tekens: '肏你老媽' ('cào nǐ lǎo mā', 'neuk je moeder'), '野種' ('yě zhǒng', 'schoft') en '她媽的' ('tā mā de', letterlijk: '(neuk) zijn moeder', maar in China vaker gebruikt op een soortgelijke manier als godverdomme in Nederland).
- De Chinese commentators bij het trefbal zijn vergelijkbaar als die in Big Gay Al's Big Gay Boat Ride. Ze maken constant flauwe grappen, waaronder ook racistische grappen over Amerikanen en commentaar op Kenny's dood ('ik heb geen Amerikaan zo zien sterven sinds Abraham Lincoln'). Ook zegt er één "are you going to get us in trouble again?"
- Wanneer Cartman uitgegooid wordt zegt een commentator: "Oooh, another American is down! It's number... oh I dunno all Americans look alike!", dit zegt hij waarschijnlijk omdat westerlingen vinden dat alle Aziaten op elkaar lijken. Ook maken de commentators grappen over de grote ogen van de Amerikanen, waarschijnlijk omdat veel blanken vinden dat Aziaten kleine ogen hebben. De Chinese trefbalspelers zijn echter zeer stereotypisch weergegeven: ze hebben smalle ogen en grote sinodonte voortanden, en dragen allemaal een nón lá.